# Charles Perkins

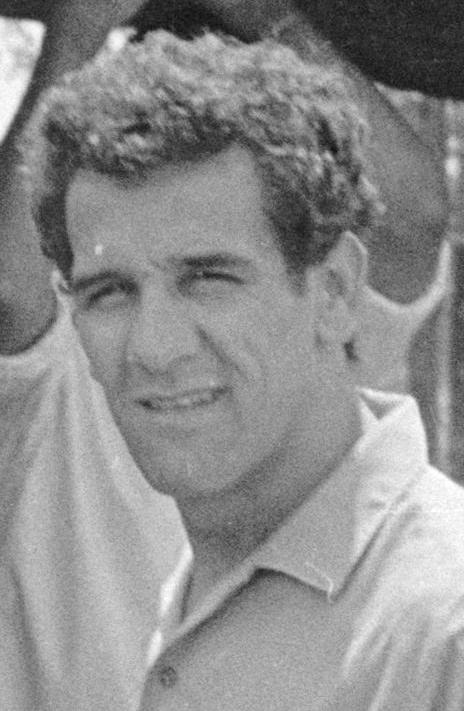
Charles Perkins im Jahr 1965

Charles Nelson Perkins (* 1936 in Alice Springs, Northern Territory; † 19. Oktober 2000 in Sydney) war ein politischer Aktivist der Aborigines, Fußballspieler und -trainer. Er war der erste männliche Aborigine, der im Jahre 1965 in Australien einen akademischen Grad, einen Bachelor of Arts, erwarb.

## Leben
Seine Mutter stammte von den Arrernte-Aborigines und sein Vater von den Kalkadoon ab. In einem von der Polizei kontrollierten Lager in Alice Springs lebte er mit elf Brüdern und einer Schwester. Im Alter von zehn Jahren lebte er fern seiner Familie in einem Jugendheim, dem St. Francis House in Adelaide. Als Fußballspieler reiste er nach England. Als er 1960 nach Australien zurückkam, spielte er in der obersten Liga von New South Wales, bis er seine Laufbahn im Jahr 1965 beendete. Sein Studium begann er im Jahr 1961.
Er war verheiratet und hatte zwei Töchter und einen Sohn.
Beerdigt wurde er aufgrund seiner Verdienste für die Aborigines mit einem Staatsbegräbnis.

## Politik

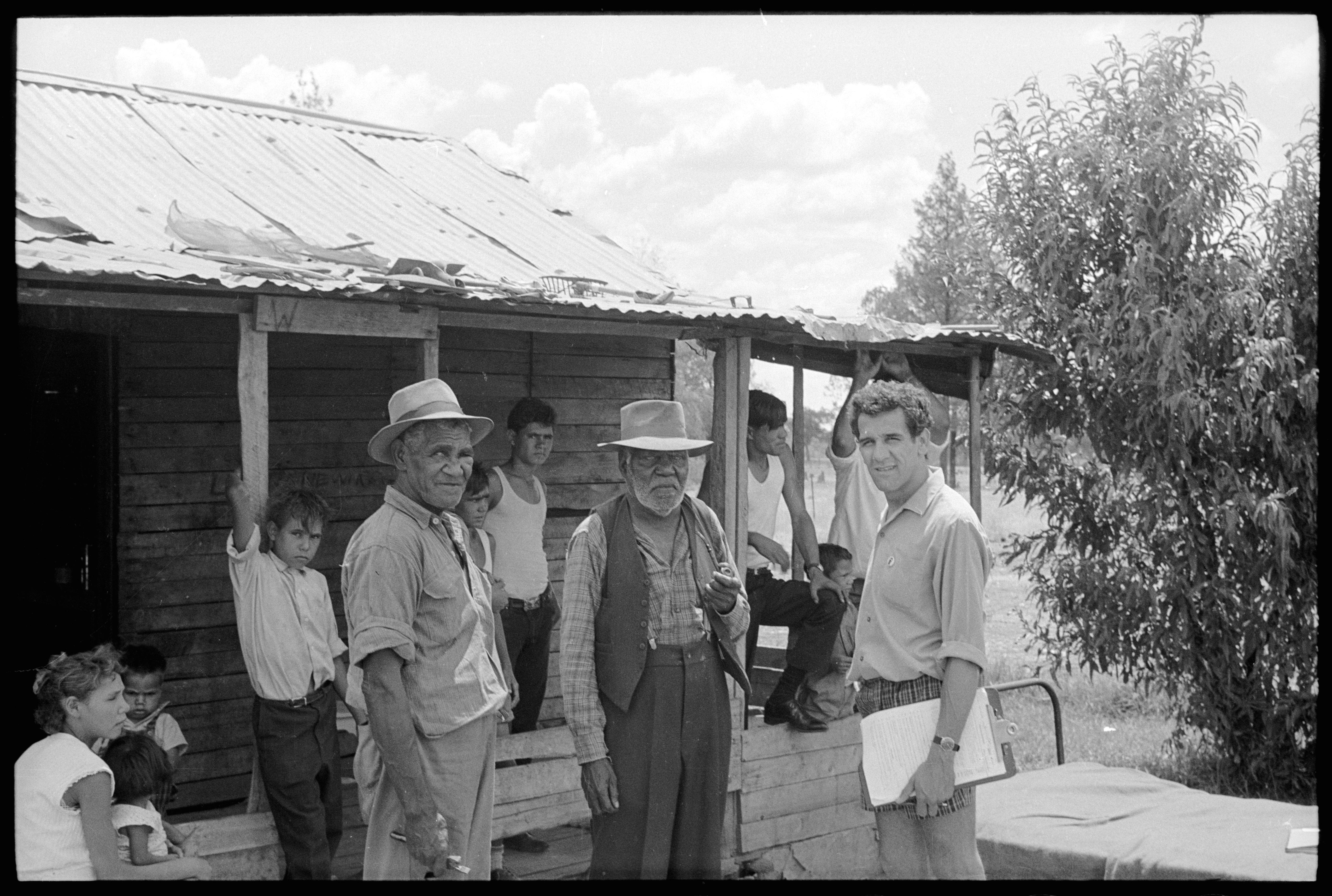
Charles Perkins im Gespräch mit Aboriginal-Einwohnern in Moree, Februar 1965

Als sich in den frühen 1960er Jahren auch in Australien eine politische Bewegung gegen den herrschenden Rassismus entwickelte, knüpften die Aborigines an die US-amerikanische Bürgerrechtsbewegung Freedom Ride an, die im Süden der Vereinigten Staaten im Jahre 1961 entstanden war. Die Ausgrenzung von Aborigines in Veranstaltungen, Schwimmbädern, Kinos und Hotels führte zu Protesten. Die Student Action for Aborigines, bei der Perkins eine der führenden Persönlichkeiten war, fuhr am 20. Februar 1965 mit einem Bus nach Moree, um eine Aktion gegen das seit 40 Jahren bestehende Zutrittsverbot für Aborigines im dortigen Schwimmbad durchzuführen. Dieser Protest fand nationale und internationale Beachtung, und die Studentengruppe führte weitere Aktionen in Lismore, Bowraville and Kempsey durch, bevor sie nach Sydney zurückkehrte. Durch diese Maßnahmen wurde Charles Perkins überaus bekannt und zum allgemein anerkannten nationalen Führer der Aborigines.
Als im Jahre 1967 das Referendum über die Aufnahme der Aborigines in den Zensus durch das australische Parlament durchgeführt wurde, war Perkins der Organisator der Foundation for Aboriginal Affairs, die dieses Referendum mit einer Quote von 90,77 Prozent Zustimmung zum Erfolg führte.
1969 wurde er zum Senior Research Officer des Office of Aboriginal Affairs, 1981 zum Vorsitzenden des Department of Aboriginal Affairs, dem ersten Aborigine einer föderalen Lokalregierung, und zum Vorsitzenden der Aboriginal Development Commission in den Jahren 1981 und 1984 ernannt. Er war einer der schärfsten Kritiker der australischen Regierungspolitik. 1989 bekam er den Vorsitz des Arrernte Council of Central Australia und 1993 wurde er in die Aboriginal and Torres Strait Islander Commission für das zentrale Northern Territory sowie zur Deputy Chairperson dieser Kommission gewählt.

## Auszeichnungen
Perkins erhielt für seine Verdienste zahlreiche Auszeichnungen:
- Jaycees Young Man of the Year (1966)
- Aboriginal of the Year (1993)
- Officer of the Order of Australia (1987)
- Ehrendoktor der University of Western Sydney (1998)
- Ehrendoktor der Rechtswissenschaften der University of Sydney

Seit 2001 werden ihm zu Ehren die Preise der Universität von Sydney The Dr. Charles Perkins Memorial Oration und Dr. Charles Perkins AO Memorial Prize vergeben. Der National Trust of Australia ernannte ihn zum Australia Living National Treasures.

## Erste Aborigines mit akademischen Titeln
- Erste Aborigines-Frau mit einem Bachelor war Margaret Valadian im Jahr 1966
- Erste Aborigines-Frau mit einem Diploma war Margaret Williams Weir im Jahr 1959